# ルイジ・ディ・ビアジョ
ルイジ・ディ・ビアジョ（Luigi Di Biagio、1971年6月3日- ）は、イタリア・ローマ出身の元同国代表サッカー選手、サッカー指導者。ポジションはMF(DH)。

## クラブ経歴
子供の頃はバスケットボールをしていて、ポイントガードのポジションを務めていた。一方でサッカーは上手くなかったという。その後、ラツィオのユースチームへの入団を経て、1988-89シーズン、1989年6月11日にユヴェントス戦でプロデビューを果たした。しかし、出場したのはその1試合のみで、シーズン終了後にチームから放出された。
1992-93シーズン、フォッジャへ移籍、ここで監督を務めていた、ズデネク・ゼーマンとの出会いは、サッカー選手としての成長を促しただけでなく、人生を変える程のものであったという。主力として3シーズンを過ごしたが、1994-95シーズン終了後、チームのセリエB降格に伴い、1995-96シーズンにASローマに移籍した。この時、ラツィオの監督にゼーマンが就任することとなったため、ラツィオが獲得に動いたものの、ローマへの移籍を選択した。このシーズン、ほぼレギュラーを獲得し、リーグ戦30試合に出場、リーグ最終節のインテルで決勝点となってPKを決めて勝利し、チームは来期のUEFAカップ出場権を獲得した。1997-98シーズン、リーグ30節のカルチョ戦では、初めて2ゴールを決め、第32節のACミラン戦でも2ゴールと、好調なシーズンを送り、イタリア代表にもデビューした。1998-99シーズン終了後、ファビオ・カペッロが来期から監督に就任することが決まるとチームを離れることとなった。
1999-00シーズンからの4シーズン、インテルでプレーした。インテルではチャンピオンズリーグで準決勝に、コッパ・イタリアでは決勝に進出したこともあったが、タイトルを取ることは出来なかった。エクトル・クーペル監督との揉め事があった後、クーペルからは、来期に向けてのトレーニングキャンプにも来ない様に言われるなど、戦力外であることを告げられ、チームを離れた。2003-04シーズンからの2シーズン半、ブレシアでプレーし、最後の半期はセリエAのアスコリで過ごし、35際で現役を引退した。

## 代表経歴
イタリア代表として1998年1月28日のスロバキア戦（カターニャ）で代表デビューを飾った。そのまま同年のワールドカップ・フランス大会ではレギュラー起用され、グループリーグのカメルーン戦で1得点、決勝トーナメント1回戦のノルウェー戦では、クリスチャン・ヴィエリの同点ゴールをアシストした。しかし、準々決勝のフランス戦での延長PK戦でシュートをバーに当ててしまい敗北、イタリアはベスト4入りを逃した。
2000年のEURO2000では、グループリーグのスウェーデン戦で1得点を決めた。準決勝のオランダ戦のPK戦では1人目のPKキッカーとしてPKを成功させ、チームは決勝に進出した。決勝のフランス戦でも先発し、66分までプレーしたが、交代後にチームは逆転を許し、準優勝に終わった。
2002年、ワールドカップ・日韓大会では、グループリーグ初戦のエクアドル戦で先発、ヴィエリのゴールをアシストしたが、以降の試合には起用されなかった。代表としてAマッチ31試合に出場し2得点を記録した。

### 指導者
2018年2月5日、2018 FIFAワールドカップ・欧州予選で敗退し出場権を逃したジャンピエロ・ヴェントゥーラの後任としてイタリア代表の暫定監督に就任。イタリア代表監督としてアルゼンチン及びイングランドとの親善試合を率い、2018年5月15日にロベルト・マンチーニが監督に就任したことに伴いU-21イタリア代表の監督へ復帰した。
2020年2月10日、S.P.A.L.とシーズン終了までの契約を結び監督に就任。代表監督のみでクラブを率いた経験のない監督がセリエAのクラブの監督を務めるのは史上初となった。8月2日、相互同意のもと契約を解除した。

## 代表歴

### 出場大会
- イタリア代表
  - 1998 FIFAワールドカップ (ベスト8)
  - 2002 FIFAワールドカップ (ベスト16)

### 試合数
- 国際Aマッチ 31試合 2得点（1998年-2002年）[5]

| イタリア代表 | 国際Aマッチ | 国際Aマッチ |
| 年           | 出場        | 得点        |
| ------------ | ----------- | ----------- |
| 1998         | 10          | 1           |
| 1999         | 3           | 0           |
| 2000         | 7           | 1           |
| 2001         | 3           | 0           |
| 2002         | 8           | 0           |
| 通算         | 31          | 2           |

## 監督成績
2020年8月2日現在
| クラブ       | 就任          | 退任          | 記録 | 記録 | 記録 | 記録 | 記録   |
| クラブ       | 就任          | 退任          | 試   | 勝   | 分   | 敗   | 勝率   |
| ------------ | ------------- | ------------- | ---- | ---- | ---- | ---- | ------ |
| イタリア代表 | 2018年2月5日  | 2018年5月14日 | 2    | 0    | 1    | 1    | 000.00 |
| S.P.A.L.     | 2020年2月10日 | 2020年8月2日  | 15   | 1    | 2    | 12   | 006.67 |
| 合計         | 合計          | 合計          | 17   | 1    | 3    | 13   | 005.88 |